# Денні Сміт
Денні Сміт (англ. Danny Smith; нар. 2 жовтня 1973 року, Монреаль, Квебек, Канада) — канадський актор, засновник групи «Ганк» і «City Drive», де виступає під ім'ям «Денні Гранд Прікс».

## Біографія
Денні Сміт народився в Монреалі 2 жовтня 1973 року. Пізніше він переїхав разом з родиною в Пікерінгу, Онтаріо. Після закінчення навчання вступив в американську музичну і драматичну академію в Нью-Йорку, але вчитися не став. Вже в класі вищої школи став займатися акторством. Так само грав ролі в циклі Західних Казок, в який входили «Попелюшка», «Принцеса на горошині» і «Снігова королева». 
Актор багато знімався в серіалах, але все одно одним з найулюбленіших його захоплень була музика. У нього є багато улюблених груп, але він особливо виділив: The Beatles, The Rentals, Radiohead, Pavement, The Beach Boys, Beck, Blur, Sloan. Денні був співаком, гітаристом, піаністом, складав пісні для своєї групи «Ганк», яка, на жаль, швидко розпалася. Пізніше він зібрав компанію «City Drive», де він виступав під ім'ям Денні Гранд Прікс. 
Денні Сміт з'являвся в серіалах і кіно проєктах як актор, а також у ролі композитора, починаючи з 1972 по наші дні. За оцінками глядачів можна говорити про те, що популярність до нього прийшла після фільмів: Detentionaire (2011), Victims (2013) і Клас 96 (1993) /Class of '96/.
Перші ТВ-шоу і фільми з його участю: Клас 96 (1993) /Class of '96/, Відкриття сезону (1995) /Open Season/, Rookie Messenger і Велика подорож (1995) /National lampoon's Senior Trip/ .
Останні на сьогодні проєкти та фільми, де знявся актор Денні Сміт — це "A Sunday Kind of Love" (2015).

## Фільмографія
| Порядковий номер           | Дата фільму | Роль  | Назва фільму/проекту                                       |
| -------------------------- | ----------- | ----- | ---------------------------------------------------------- |
| 02                         | 1993        | актор | Клас 96 / Class of '96                                     |
| 03                         | 1994        | актор | ППУ / PCU                                                  |
| 04                         | 1995        | актор | Любов і мафія / Sugartime                                  |
| 05                         | 1995        | актор | Велика подорож / National Lampoon’s Senior Trip            |
| 06                         | 1995        | актор | Відкриття сезону / Open Season                             |
| 07                         | 1996        | актор | Jonovision                                                 |
| 08                         | 1998        | актор | Хлопець зустрічає дівчину / Boy Meets Girl                 |
| 09                         | 1998        | актор | Змова бешкетниць / Strike!                                 |
| 10                         | 1998        | актор | Велике діло / The Big Hit                                  |
| 11                         | 1998        | актор | White Lies                                                 |
| 12                         | 1999        | актор | Томмі-оборотень / Big Wolf on Campus                       |
| 13                         | 2002        | актор | Шипучий бізнес / Розкриваємс                               |
| / Celebrity Poker Showdown |             |       |                                                            |
| 15                         | 2009        | актор | Ковток / Suck                                              |
| 16                         | 2009        | актор | Смертельне море / Deadliest Sea                            |
| 17                         | 2009        | актор | Сховище 13 / Warehouse 13                                  |
| 18                         | 2009        | актор | Читаючий думки / The Listener                              |
| 19                         | 2010        | актор | Шпіонка Херріет: Війна блогів / Harriet the Spy: Blog Wars |
| 20                         | 2011        | актор | A Family Way                                               |
| 21                         | 2011        | актор | Detentionaire                                              |
| 22                         | 2011        | актор | Вільні агенти / Free Agents                                |
| 23                         | 2011        | актор | Редакай: Битва за Кайру / RedaKai                          |
| 24                         | 2012        | актор | Красуня і чудовисько / Beauty and the Beast                |
| 25                         | 2012        | актор | Навіть не думай! / Fugget About It                         |
| 26                         | 2012        | актор | Три Бовдура/ The Three Stooges                             |
| 27                         | 2013        | актор | Пихтове божевілля / Fir Crazy                              |
| 28                         | 2013        | актор | Victims                                                    |
| 29                         | 2014        | актор | E.M.S.                                                     |
| 30                         | 2014        | актор | Midnight Masquerade                                        |
| 31                         | 2014        | актор | Макс і Шред                                                |
| 32                         | 2014        | актор | I Put a Hit on You                                         |

## Список використаної літератури
http://kinorole.ru/people/denni-smit [Архівовано 11 січня 2019 у Wayback Machine.] - фільмографія і біографія Денні Сміта.